# KV Noordenveld
kv Noordenveld is een Nederlandse korfbalvereniging uit Roden. De club telt 250 leden, 6 senioren teams en 10 jeugd teams (medio 2023).
Daarnaast heeft de vereniging een grote groep Old Stars die wekelijks hun conditie op peil houden en een groep enthousiaste Kangoeroes die elke zaterdagochtend trainen.

## Oprichting
De club is ontstaan op 1 juni 1976 als fusievereniging van 2 andere clubs:
- Roko
- De Zwerfsteen